# Simon Köllner
Simon Köllner (* vor 1900; † 7. Mai 1919 in Winterstein) war ein deutscher Politiker (SPD).
Köllner machte eine Lehre als Drechsler und arbeitete als Drechslermeister in Winterstein. Bei den Landtagswahlen 1900 wurde er erstmals in den Gothaer Landtag gewählt. 1904 und 1812 konnte er sein Mandat verteidigen und gehörte dem Landtag bis zur Novemberrevolution 1918 an.
1917 wechselte er zur USPD. Für diese wurde er 1919 in die Landesversammlung des Freistaates Sachsen-Gotha gewählt. 